# Billy Mwanza
Billy Mwanza (* 1. Januar 1983 in Chililabombwe) ist ein sambischer Fußballspieler, der für den Nkana FC sowie die Sambische Nationalmannschaft spielt.

## Karriere

### Verein
Billy Mwanza spielte bis 2004 mit den Lusaka Dynamos und von 2004 bis 2005 mit den Power Dynamos in der Zambian Premier League. Daraufhin zog es ihn nach Südafrika und so spielte er von 2005 bis 2008 mit den Golden Arrows aus Durban in der Premier Soccer League. Im September 2008 wechselte Mwanza dann zu den African Warriors nach Phuthaditjhaba in die National First Division in Südafrika.
2009 kehrte er wieder in die erste sambische Liga zurück und schloss sich ZESCO United an. Nach einem Gastspiel für den Guangzhou R&F F.C. in der Chinese Super League gelangte Mwanza 2013 schließlich zum Nkana FC in Kitwe.

### Nationalmannschaft
Er nahm am Afrika-Cup 2006 teil und stand im Aufgebot Sambias für den Afrika-Cup 2008 in Ghana.